# 半直積
群論において、群の半直積（はんちょくせき、英: semidirect product）とは、ふたつの群から新たな群を作り出す方法の一種。
群の直積の一般化であり、通常の直積をその特別な場合として含む。

## 定義

### 内部半直積
ふたつの群 N, H に対して N の H による内部半直積とは、次の性質を満たす群 G のことで、 G = N ⋊ H と表す。
- N は群 G の正規部分群かつ H は群 G の部分群であって、G = NH を満たす
- N と H は自明な共通部分をもつ：N ∩ H = 1

G を群とし、H をその部分群、N を正規部分群 (N ◁ G) とすると、以下は同値である。
- G = NH かつ N ∩ H = 1.
- G のすべての元は積 nh (n ∈ N, h ∈ H) として一意的に書ける。
- G のすべての元は積 hn (h ∈ H, n ∈ N) として一意的に書ける。
- 自然な埋め込み H → G を自然な射影 G → G / N と合成すると、H と商群 G / N の間の同型写像となる。
- H 上恒等写像で核が N の群準同型 G → H が存在する。

### 外部半直積
G を正規部分群 N と部分群 H の（内部）半直積であるとする。Aut(N) を N のすべての自己同型からなる群とする。次で定義される写像 φ: H → Aut(N) は群準同型である。φ(h) = φh, ただしすべての h ∈ H と n ∈ N に対し、φh(n) = hnh−1．（N は G の正規部分群であるから hnh−1∈N であることに注意。）N, H, φ の三つ組は以下で示すように G を同型の違いを除いて決定する。
2つの群 N と H（与えられた群の部分群である必要はない）と群準同型 φ: H → Aut(N) が与えられると、次のように定義される、φ に関する N と H の（外部）半直積と呼ばれる新しい群 {\displaystyle N\rtimes _{\varphi }H} を構成することができる。
- 集合としては、{\displaystyle N\rtimes _{\varphi }H} はデカルト積 N × H である。
- {\displaystyle N\rtimes _{\varphi }H} の元の乗法は、準同型 {\displaystyle \varphi } によって決定される。演算は n1, n2 ∈ N と h1, h2 ∈ H に対して

{\displaystyle (n_{1},h_{1})*(n_{2},h_{2})=(n_{1}\varphi _{h_{1}}(n_{2}),h_{1}h_{2})}
によって定義される
{\displaystyle *\colon (N\times H)\times (N\times H)\to N\rtimes _{\varphi }H}
である。
これは群を定め、単位元は (1N, 1H) で、(n, h) の逆元は (φh−1(n−1), h−1) である。対 (n, 1H) 全体は N と同型な正規部分群をなし、対 (1N, h) 全体は H に同型な部分群をなす。群全体はこれら2つの部分群の内部半直積になっている。
逆に、群 G と正規部分群 N と部分群 H が与えられていて、G のすべての元 g が一意的に g = nh, ただし n ∈ N, h ∈ H, の形に書けるとしよう。φ : H → Aut(N) を φ(h) = φh、ただしすべての n ∈ N,h ∈ H に対して
{\displaystyle \varphi _{h}(n)=hnh^{-1},}
によって与えられる準同型とする。すると G は半直積 {\displaystyle N\rtimes _{\varphi }H} に同型である。同型写像は積 nh を対 (n,h) に送る。G において次が成り立ち
{\displaystyle (n_{1}h_{1})(n_{2}h_{2})=n_{1}h_{1}n_{2}h_{1}^{-1}h_{1}h_{2}=(n_{1}\varphi _{h_{1}}(n_{2}))(h_{1}h_{2})}
これは上の写像が確かに同型であることを示しておりまた {\displaystyle N\rtimes _{\varphi }H} の乗法の規則の定義の説明もしている。
直積は半直積の特別な場合である。これを見るためには、φ を自明な準同型、すなわち H のすべての元を N の恒等自己同型に送るものとしよう。すると {\displaystyle N\rtimes _{\varphi }H} は直積 {\displaystyle N\times H} である。

### ホモロジー代数的定義
群 N の 群 H による半直積とは、分裂する短完全列
{\displaystyle 1\to N\to G\to H\to 1}
を持つような群 G のことである。ここで、短完全列が分裂するとは切断 s : H → G が存在することである。（つまり半直積 G とは群 N の群 H による群の拡大のなかで「もっとも単純なもの」である。）

## 導入
定義は直観的にやや分かりにくく、奇妙に見えるかもしれないが、分かりやすい例として、n次元ユークリッド空間におけるアフィン変換群 をあげることができる。n 次元アフィン変換
{\displaystyle (A,b)\colon \mathbb {R} ^{n}\to \mathbb {R} ^{n};\;(A,b)x=Ax+b}
は n 次元一般線型変換 {\displaystyle A\in {\mathit {GL}}(n,\mathbb {R} )} と n次元の並進変換 {\displaystyle b\in \mathbb {R} ^{n}} を合成したものであり、この変換の全体は群を成し、これを {\displaystyle \operatorname {Aff} (\mathbb {R} ^{n})} で表し、n 次元アフィン変換群と呼ぶ。2つのアフィン変換 {\displaystyle (A_{1},b_{1})} と {\displaystyle (A_{2},b_{2})} の合成変換を考えると、
{\displaystyle (A_{1},b_{1})(A_{2},b_{2})x=(A_{1},b_{1})(A_{2}x+b_{2})=A_{1}A_{2}x+A_{1}b_{2}+b_{1}}
である。従って、アフィン変換群 {\displaystyle \operatorname {Aff} (\mathbb {R} ^{n})} の群演算は、
{\displaystyle (A_{1},b_{1})(A_{2},b_{2})=(A_{1}A_{2},A_{1}b_{2}+b_{1})}
となり、{\displaystyle {\mathit {GL}}(n,\mathbb {R} )} と {\displaystyle \mathbb {R} ^{n}} の単純な直積群ではないことが分かる。しかし {\displaystyle {\mathit {GL}}(n,\mathbb {R} )} と {\displaystyle \mathbb {R} ^{n}} は共に {\displaystyle \operatorname {Aff} (\mathbb {R} ^{n})} の部分群を成し、とくに {\displaystyle \mathbb {R} ^{n}} は正規部分群になる。
このような関係をさらに一般化したものが半直積である。

## 例

### 直積
直積群は半直積群でもある。

### 二面体群
位数 2n の二面体群 D2n は位数 n の巡回的正規部分群 Cn の位数 2 の巡回群 C2 による半直積である。
{\displaystyle D_{2n}=\langle \,r,s\mid r^{n}=s^{2}=1,~s^{-1}rs=r^{-1}\,\rangle }
{\displaystyle C_{n}:=\langle r\rangle ,~C_{2}:=\langle s\rangle ,~D_{2n}=C_{n}\rtimes C_{2}}

### 標準ボレル部分群
一般線型群の上三角行列からなる部分群 B を取る。
U を対角成分がすべて 1 からなる群 B の部分群とし、
T を対角行列からなる群 B の部分群とする。このとき次が成り立つ。
{\displaystyle B=U\rtimes T}

### アフィン変換群
正則アフィン変換からなる群 GA(V) = V ⋊ GL(V) も半直積の例である。

### 運動群
n 次元ユークリッド空間の運動群 E(n) は並進部分群 T(n) と直交群 O(n) の半直積 E(n) = T(n) ⋊ O(n) である。

### 半直積で表せない例
位数 8 の四元数群 Q8 = ⟨ i, j, k | i2 = j2 = k2 = ijk ⟩ は自身より小さなふたつの群の半直積で表すことはできない。

## 性質

### 位数
位数はそれぞれの積である。
{\displaystyle \vert N\rtimes H\vert =\vert N\vert \vert H\vert }

### 埋め込み
もとの群は半直積群に埋め込まれる。
つまり、ふたつの単射準同型写像 N → N ⋊ H と H → N ⋊ H がある。
さらに N の単射準同型像は N ⋊ H の正規部分群で、その剰余群は H と同型である。

### 異なる作用における同型
一般に、ふたつの異なる群作用 φ, ψ : H → Aut(N) が非同型な半直積群を定めるとは限らない。
もし H が巡回群で作用 φ, ψ が単射かつ φ(H) = ψ(H) を満たすならば N ⋊φ H ≅ N ⋊ψ H である。